# Сорока-воровка (повесть)
«Сорока-воровка» — повесть Александра Герцена (1846), опубликованная во 2-м номере журнала «Современник» за 1848 год с посвящением М. Щепкину.
Ироническим эпиграфом к повести Герцен поставил вирши 1816 года, обращённые к крепостнику-театралу С. М. Каменскому. Именно в его театре и случилась история Анеты, о которой Герцену поведал актёр М. Щепкин.

## Сюжет
Повесть начинается с беседы трёх мужчин, не названных по имени. Они пытаются найти ответ на вопрос: «Почему в России нет великих актрис?» Так и не придя к общему мнению в ходе обсуждения женского вопроса, они просят появившегося собеседника, известного артиста, рассудить их. Но артист, вместо ответа на их вопрос, утверждает, что знал великую актрису, и рассказывает историю их встречи.
Когда-то на заре своей артистической карьеры артист решил поправить своё материальное положение и устроиться в театр князя Скалинского. С этой целью он прибыл в имение князя. Устройство и богатство театра произвели на него самое лучшее впечатление. Но игра актеров, а это были крепостные князя, его не впечатлила, пока он не увидел спектакль «Сорока-воровка» по мелодраме Кенье и д’Обиньи 1815 года (послужившей основой одноимённой оперы Россини).
Актриса, игравшая главную роль Анеты, своей игрой поразила его до самой глубины души. По окончании спектакля актер бросился за кулисы, чтобы выразить все своё восхищение, но лакеи князя не пропустили его. Приложив немало усилий, рассказчик все же смог встретиться с актрисой. Она рассказала актёру свою историю.
Раньше героиня принадлежала другому помещику, он был добрый и простой человек, он уважал её, занимался её образованием, в его крепостном театре она и стала актрисой. Но хозяин скоропостижно скончался, и вся труппа была продана Скалинскому. У князя были совсем иные порядки, он был строг и требовал от своих актёров подчинения и раболепия. Старику князю приглянулась молодая талантливая актриса, и он стал недвусмысленно за ней ухаживать и требовать её внимания. Она отвергла его, вызвав гнев и негодование. Её стали притеснять и оскорблять. В отместку графу она завела интрижку и забеременела.
Услышав эту историю, актёр передумал идти в труппу Скалинского, собрал вещи и уехал. Постоянные гонения подорвали здоровье Анеты, и вскоре после отъезда рассказчика она умерла.

## Экранизации
- Сорока-воровка реж. Александр Санин (1920)
- Сорока-воровка реж. Наум Трахтенберг (1958)